# تاتیانا لبدوا
تاتیانا لبدوا (روسی: Татьяна Романовна Лебедева؛ زادهٔ ۲۱ ژوئیهٔ ۱۹۷۶) یک ورزشکار دو و میدانی اهل روسیه است. وی در مسابقات کشوری و بین‌المللی در مجموع برندهٔ ۹ مدال طلا، ۶ مدال نقره، ۲ مدال برنز شده‌است. لبدوا همچنین برندهٔ جوایزی همچون نشان دوستی شده است.